# Васконселос, Доротео
Доротео Васконселос Видес (исп. Doroteo Vasconcelos Vides, 6 февраля 1803 — 10 марта 1883) — сальвадорский политик либерального толка, дважды занимавший пост главы государства. Борец за объединение Центральной Америки в единое государство.

## Биография
Во времена, когда Сальвадор был частью Федеративной Республики Центральной Америки, во время гражданской войны 1826—1829 годов Васконселос присоединился к главе либеральной партии Франсиско Морасану. 5 марта 1828 года Васконселос был назначен генеральным секретарём штата Сальвадор, а в 1830 году стал депутатом и президентом Федерального Конгресса. В 1832 году стал политическим начальником гватемальского департамента Сакатепекес. В следующем году вернулся в Сальвадор, а в 1836 году стал политическим начальником штата Сальвадор.
Когда в 1840 году после того, как Морасан потерпел в Гватемале поражение от Рафаэля Карреры, произошёл распад Федеративной Республики Центральной Америки, Васконселос отправился вместе с Морасаном в изгнание, и был с ним вплоть до его расстрела в 1842 году в Коста-Рике. После этого он отправился в Европу, и пробыл там три года, вернувшись в Сальвадор в 1845 году.
4 декабря 1847 года состоялись президентские выборы, и, одержав в них победу, Доротео Васконселос был избран президентом Сальвадора на 1848—1850 годы. В соседней Гватемале тем временем наступил очередной период политического хаоса, и либеральное правительство сумело добиться изгнания из страны президента Карреры. 26 августа 1848 года при поддержке Васконселоса в Кесальтенанго произошло восстание, и было объявлено о восстановлении государства Лос-Альтос, завоёванного Гватемалой в период распада Федеративной Республики Центральной Америки; однако уже в 1849 году территориальная целостность Гватемалы была восстановлена.
В 1849 году была проведена конституционная реформа, и в 1850 году, передав ненадолго президентские полномочия Рамону Родригесу, Васконселос был избран на новый срок. За время своего правления он вернул останки генерала Морасана из Коста-Рики и захоронил их с государственными почестями на главном кладбище Сан-Сальвадора. Также Васконселос предоставил убежище либералам из Гватемалы, отправленным в изгнание правительством консерваторов.
Правительства Сальвадора и Гватемалы заключили между собой союз против Карреры, и 28 января 1851 года Васконселос отправил послание министру иностранных дел Гватемалы, требуя от гватемальских властей изгнания Карреры и его армии из Центральной Америки, и угрожая в противном случае войной. Правительство Гватемалы ответило жёстким отказом, и 31 января началось вторжение союзных армий.
Армия Карреры укрепилась в районе Сан-Хосе-Ла-Арада, и во время последовавшего 2 февраля сражения одержала полную победу. Это поражение поставило крест на идеях либералов о восстановлении Центральноамериканской федерации, а Каррера после этого был избран пожизненным президентом. Проигравший войну Васконселос подал в отставку с поста президента, и ушёл из политики.
О последующей жизни Васконселоса информации практически нет. Известно лишь, что его имя было в списке судей, назначенных в Сан-Висенте с 1880 года.